# Arbesbach
Arbesbach ist eine Marktgemeinde mit 1580 Einwohnern (Stand 1. Jänner 2025) im Bezirk Zwettl in Niederösterreich.

## Geografie
Arbesbach liegt im Waldviertel in Niederösterreich. Die Fläche der Marktgemeinde umfasst 54,98 Quadratkilometer. 48,59 Prozent der Fläche sind bewaldet. Die Gemeinde ist Teil der Kleinregion Waldviertler Hochland.

### Gemeindegliederung
Das Gemeindegebiet umfasst folgende 12 Ortschaften (in Klammern Einwohnerzahl Stand 1. Jänner 2025):
- Arbesbach (664)
- Brunn (122)
- Etlas (70)
- Haselbach (60)
- Kamp (61)
- Neumelon (54)
- Pretrobruck (70)
- Purrath (73)
- Rammelhof (139)
- Schönfeld (90)
- Schwarzau (56)
- Wiesensfeld (121)

### Nachbargemeinden
| Liebenau (OÖ)     | Groß Gerungs                                |                |
|                   | Kompassrose, die auf Nachbargemeinden zeigt | Rappottenstein |
| Königswiesen (OÖ) | Altmelon                                    | Schönbach      |

## Geschichte
Die Burg Arbesbach, genannt „Stockzahn des Waldviertels“, steht auf über 900 m auf einer Granitformation.
Sie entstand am Ende des 12. Jahrhunderts inmitten des Arbesbacher Waldes an der damaligen Fernstraße von Spitz nach Freistadt und wurde um 1190 von den Kuenringern der Linie Weitra-Rappottenstein erbaut.
Arbesbach entstand Anfang des 13. Jahrhunderts unterhalb dieser Burg als wirtschaftlicher und seelsorglicher Mittelpunkt der Herrschaft. 1246 wurde die Pfarre „Arwaizpach“ erstmals urkundlich erwähnt. Die Marktrechte des Ortes sind seit Ende des 14. Jahrhunderts bezeugt.
1593 wurde als Ersatz für die Burg das Herrenhaus Arbesbach als Herrensitz errichtet.
Die Pfarrkirche St. Ägidius wurde an der Schmalseite eines regelmäßigen Rechteckplatzes erbaut. An ihrer Stelle wurde nach einem Brand im Jahr 1756 der heutige Barockbau errichtet (1761–1772).
Am südwestlich der Ortschaft gelegenen Galgenberg befindet sich in einem Wald ein Galgen, welcher im Jahr 1728 zuletzt für eine Hinrichtung benutzt wurde. Der Galgen steht auf einem Granitfelsen und besteht aus drei Steinsäulen und einem Mauerkreis mit Durchgang. Im Jahr 1938 waren in der Ortsgemeinde Arbesbach ein Arzt, vier Verkehrsunternehmer, vier Bäcker, zwei Fleischer, ein Friseur, fünf Gastwirte, vier Gemischtwarenhändler, eine Hebamme, ein Modehaus, ein Landmaschinenhändler, zwei Obsthändler, ein Schlosser, zwei Schmiede, drei Schneider und eine Schneiderin, fünf Schuster, drei Schweinehändler, vier Tischler, ein Uhrmacher, vier Viehhändler, zwei Viktualienhändler, ein Wagner, ein Zimmerer und mehrere Landwirte ansässig.
Die Eingemeindung von Purrath und Rammelhof erfolgte am 1. Jänner 1967, die von Pretrobruck und Wiesensfeld am 1. Jänner 1970.

### Einwohnerentwicklung
| Arbesbach: Einwohnerzahlen von 1869 bis 2025        | Arbesbach: Einwohnerzahlen von 1869 bis 2025 | Arbesbach: Einwohnerzahlen von 1869 bis 2025 | Arbesbach: Einwohnerzahlen von 1869 bis 2025 | Arbesbach: Einwohnerzahlen von 1869 bis 2025 |
| --------------------------------------------------- | -------------------------------------------- | -------------------------------------------- | -------------------------------------------- | -------------------------------------------- |
| Jahr                                                |                                              |                                              |                                              | Einwohner                                    |
| 1869                                                | 1869                                         |                                              | 1.783                                        | 1.783                                        |
| 1880                                                | 1880                                         |                                              | 1.882                                        | 1.882                                        |
| 1890                                                | 1890                                         |                                              | 1.879                                        | 1.879                                        |
| 1900                                                | 1900                                         |                                              | 1.822                                        | 1.822                                        |
| 1910                                                | 1910                                         |                                              | 1.768                                        | 1.768                                        |
| 1923                                                | 1923                                         |                                              | 1.743                                        | 1.743                                        |
| 1934                                                | 1934                                         |                                              | 1.798                                        | 1.798                                        |
| 1939                                                | 1939                                         |                                              | 1.823                                        | 1.823                                        |
| 1951                                                | 1951                                         |                                              | 1.729                                        | 1.729                                        |
| 1961                                                | 1961                                         |                                              | 1.740                                        | 1.740                                        |
| 1971                                                | 1971                                         |                                              | 1.841                                        | 1.841                                        |
| 1981                                                | 1981                                         |                                              | 1.836                                        | 1.836                                        |
| 1991                                                | 1991                                         |                                              | 1.770                                        | 1.770                                        |
| 2001                                                | 2001                                         |                                              | 1.785                                        | 1.785                                        |
| 2011                                                | 2011                                         |                                              | 1.715                                        | 1.715                                        |
| 2021                                                | 2021                                         |                                              | 1.590                                        | 1.590                                        |
| 2025                                                | 2025                                         |                                              | 1.580                                        | 1.580                                        |
| Quelle(n): Statistik Austria, Gebietsstand 1.1.2021 |                                              |                                              |                                              |                                              |

## Kultur und Sehenswürdigkeiten
- Burgruine Arbesbach
- Herrenhaus Arbesbach
- Galgen

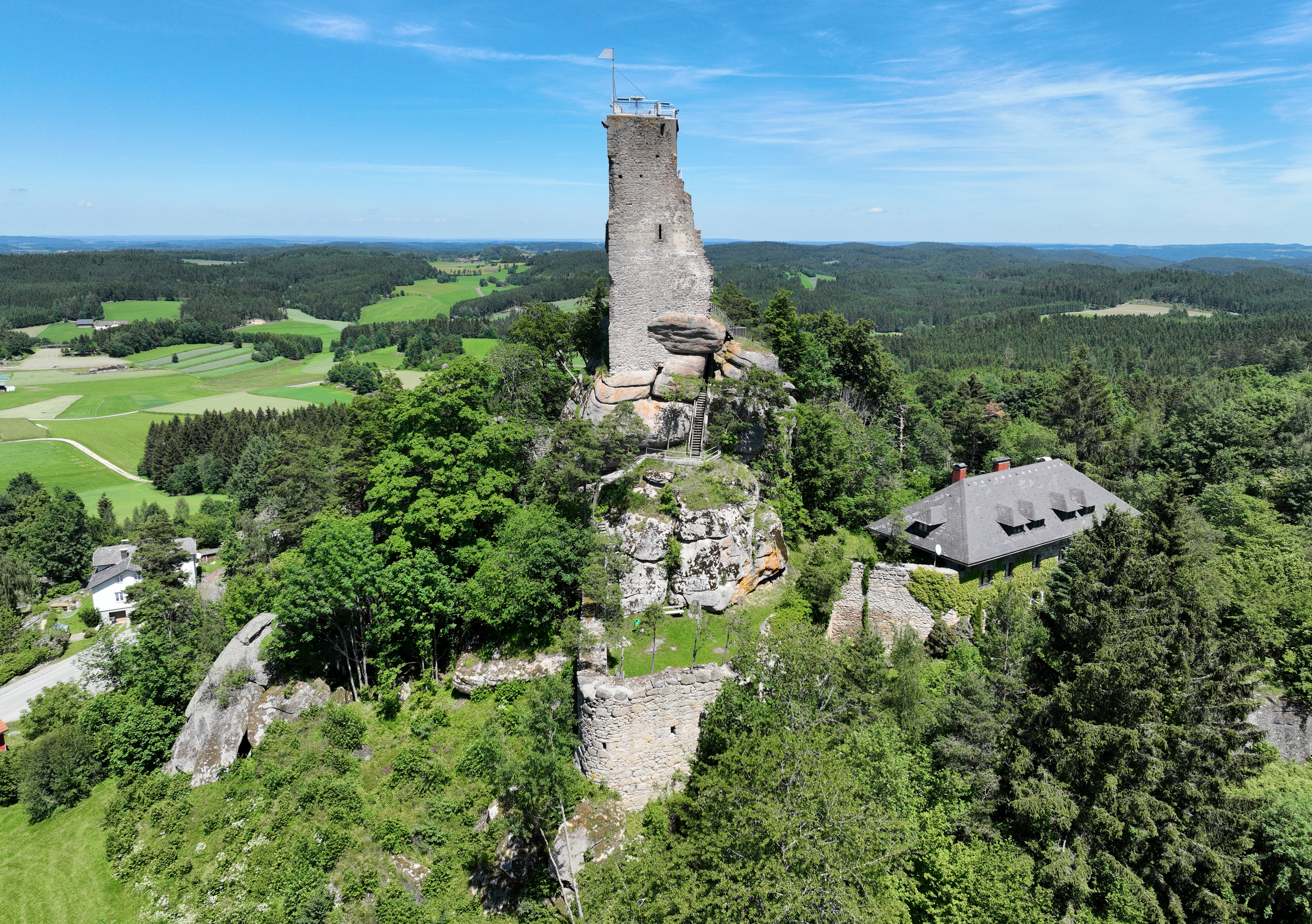
Burgruine Arbesbach, auch als „Stockzahn des Waldviertels“ bezeichnet

- Katholische Pfarrkirche Arbesbach hl. Ägidius
- Bärenwald Arbesbach

### Sport
- Der URA (Union Volleyball Arbesbach) spielt in der österreichischen Bundesliga.[11]
- Der UFCA (Union Fußball Club Arbesbach) spielt in der 2. Klasse Waldviertel Süd – Abstieg im Sommer 2010 von der 1. Klasse Waldviertel.[12]
- Außerdem gibt es einen Stockschützen-, Tennis- und Tischtennisclub.[13]
- Durch Arbesbach verlaufen mit dem Nord-Süd-Weitwanderweg und dem Eisenwurzenweg zwei österreichische Weitwanderwege.

## Wirtschaft und Infrastruktur

### Arbeitsplätze
| In Arbesbach gab es im Jahr 2011 insgesamt 542 Arbeitsplätze. Davon entfielen auf die Landwirtschaft und auf den Dienstleistungssektor jeweils vierzig Prozent und zwanzig Prozent auf den Produktionssektor. Von den 885 Erwerbstätigen, die im Jahr 2011 in Arbesbach wohnten, hatte etwas weniger als die Hälfte ihren Arbeitsplatz in der Gemeinde, die übrigen pendelten aus. Aus der Umgebung kamen 134 Menschen, um in Arbesbach zu arbeiten. | Die zur Anzeige dieser Grafik verwendete Erweiterung wurde dauerhaft deaktiviert. Wir arbeiten aktuell daran, diese und weitere betroffene Grafiken auf ein neues Format umzustellen. (Mehr dazu) |

### Öffentliche Einrichtungen
In der Gemeinde gibt es zwei Kindergärten, einen davon in Purrath, eine Volksschule und eine Mittelschule.

## Politik

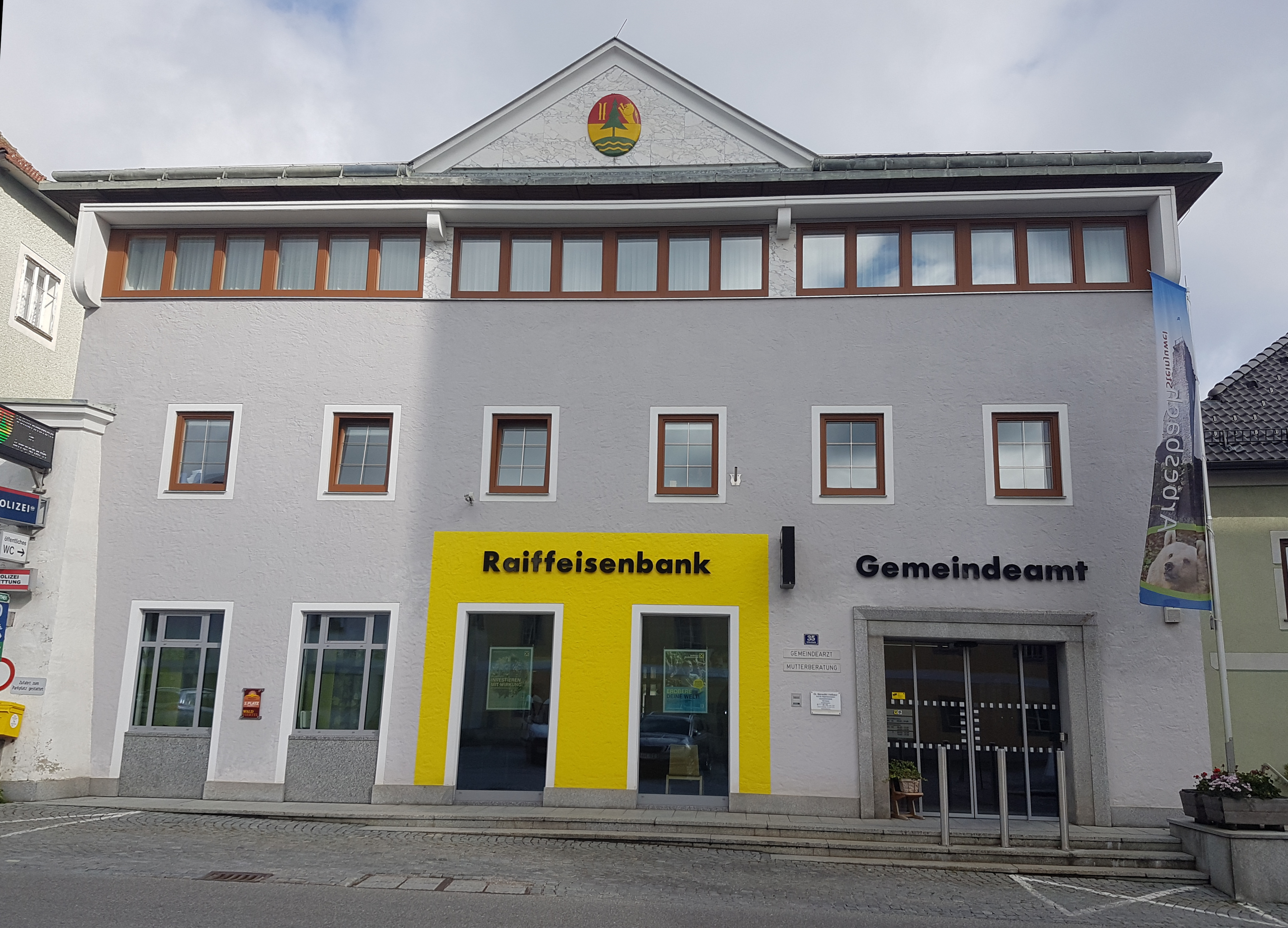
Gemeindeamt von Arbesbach

### Gemeinderat
Der Gemeinderat hat 19 Mitglieder.
- Mit den Gemeinderatswahlen in Niederösterreich 1990 hatte der Gemeinderat folgende Verteilung: 14 ÖVP und 5 SPÖ.
- Mit den Gemeinderatswahlen in Niederösterreich 1995 hatte der Gemeinderat folgende Verteilung: 17 ÖVP, 1 SPÖ und 1 FPÖ.[18]
- Mit den Gemeinderatswahlen in Niederösterreich 2000 hatte der Gemeinderat folgende Verteilung: 16 ÖVP, 2 FPÖ und 1 SPÖ.[19]
- Mit den Gemeinderatswahlen in Niederösterreich 2005 hatte der Gemeinderat folgende Verteilung: 17 ÖVP und 2 SPÖ.[20]
- Mit den Gemeinderatswahlen in Niederösterreich 2010 hatte der Gemeinderat folgende Verteilung: 17 ÖVP, 1 SPÖ und 1 FPÖ.[21]
- Mit den Gemeinderatswahlen in Niederösterreich 2015 hatte der Gemeinderat folgende Verteilung: 16 ÖVP, 2 SPÖ und 1 FPÖ.[22]
- Mit den Gemeinderatswahlen in Niederösterreich 2020 hatte der Gemeinderat folgende Verteilung: 17 ÖVP, 1 SPÖ und 1 FPÖ.[22]
- Mit den Gemeinderatswahlen in Niederösterreich 2025 hat der Gemeinderat folgende Verteilung: 16 ÖVP und 3 FPÖ.[23]

### Bürgermeister
- bis 2009 Josef Weidmann (ÖVP)
- 2009–2020 Alfred Hennerbichler (ÖVP)
- seit 2020 Martin Frühwirth (ÖVP)[24]

## Persönlichkeiten

### Ehrenbürger
- 1987: Franz Holzmann (1927–2020), Bürgermeister von Arbesbach 1975–1990[25]
- 2020: Alfred Hennerbichler, Altbürgermeister von Arbesbach[26]

### Söhne und Töchter der Gemeinde
- Augustin Bernhauser (1928–2004), Geologe und Paläontologe